# Locomobile
Pour les articles homonymes, voir Locomobile (homonymie).

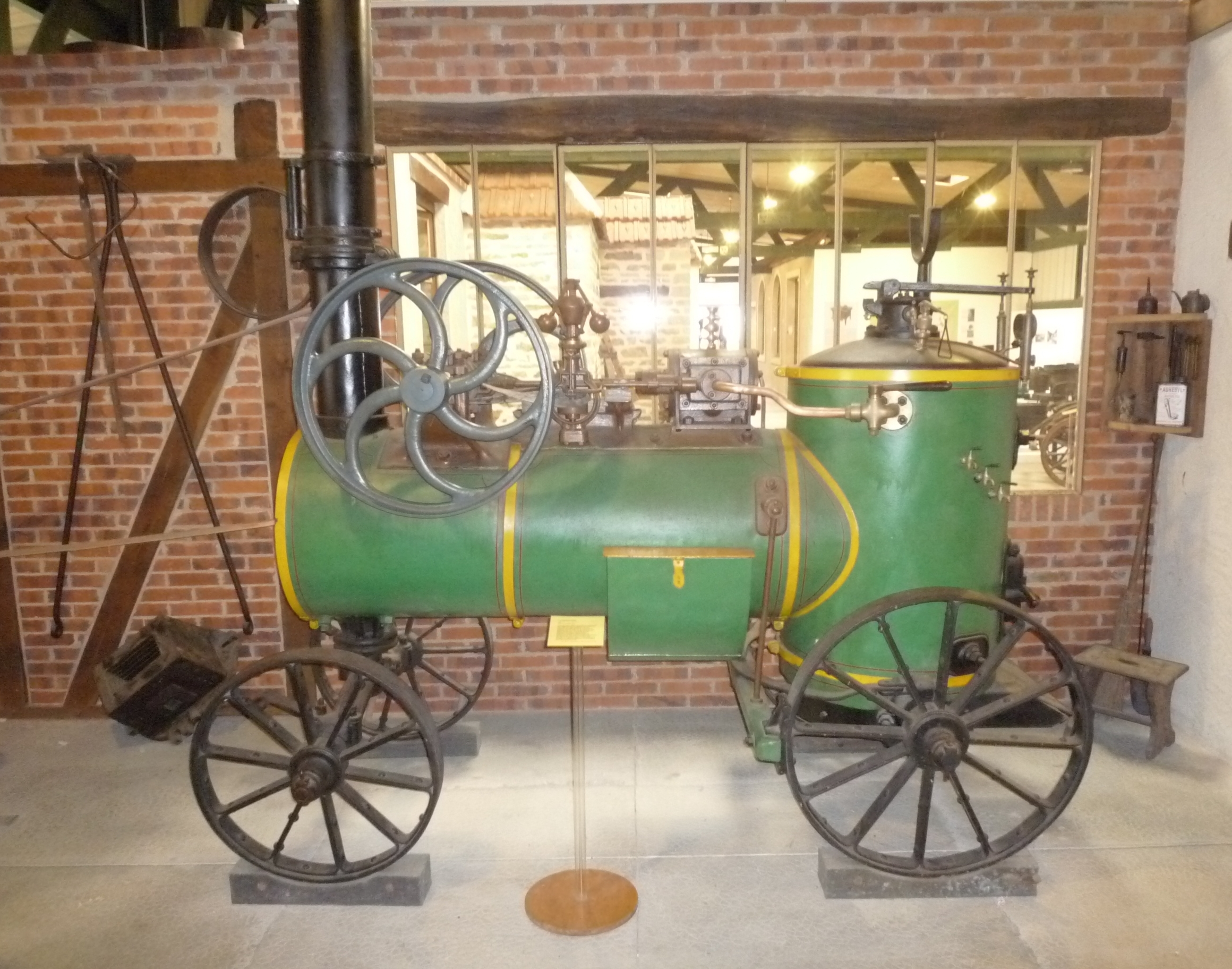
Une locomobile Millot.

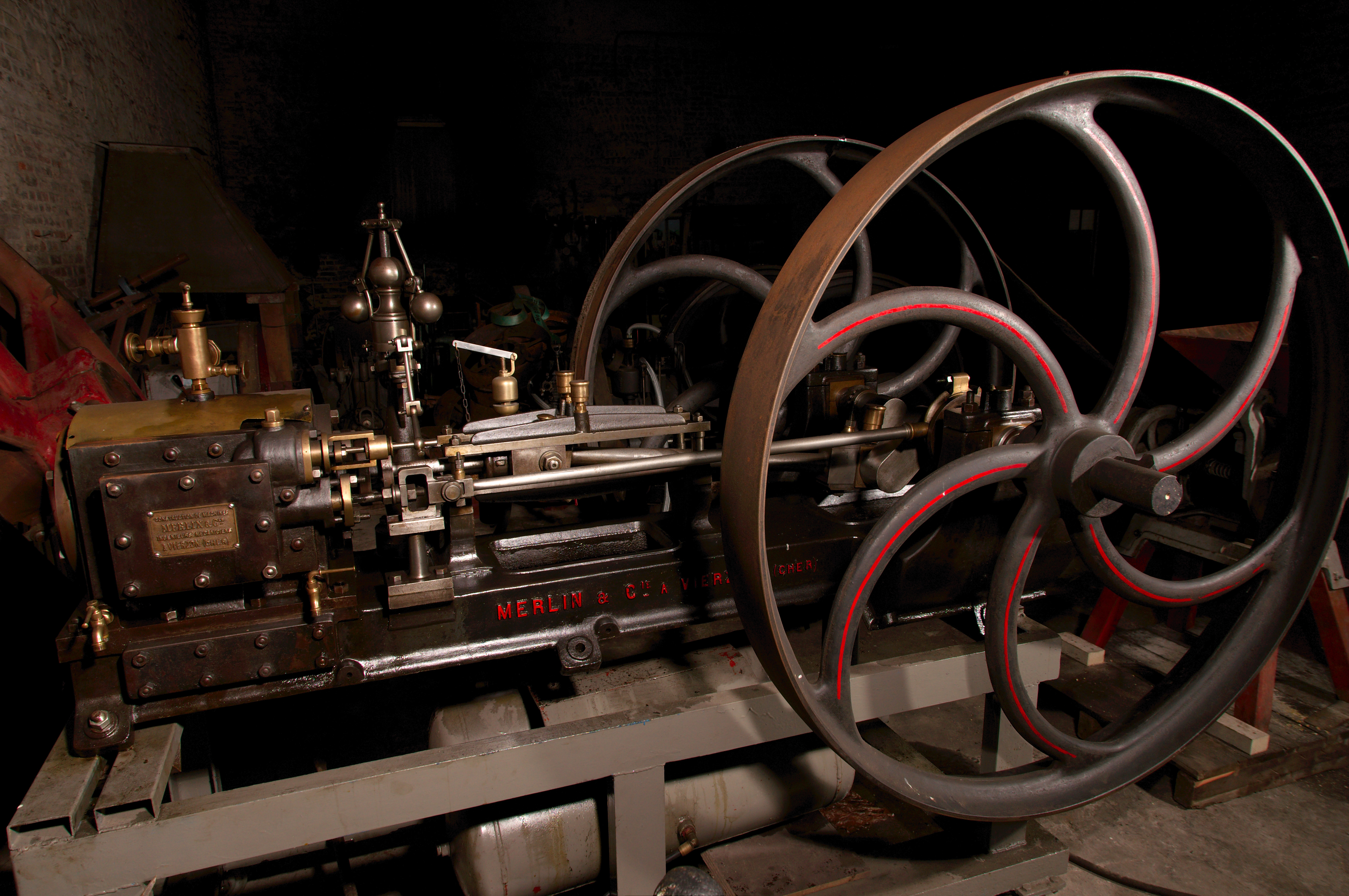
Détails d'une locomobile Merlin.

Une locomobile était généralement une machine à vapeur déplaçable, le plus souvent montée sur des roues. Ce dispositif était surtout utilisé comme source motrice mobile en machinisme agricole et lié au travail stationnaire à la poulie ou au treuil, qui fut très pratiqué pendant un siècle de 1850 à 1950. Familièrement, on désignait aussi la locomobile sous le nom de moteur ou de chaudière à vapeur.
On a aussi appelé - locomobile - tous types de moteurs : à essence, Diesel, kérosène, gazogène... déplaçable, généralement sur roues. On désignait cette variété particulière de la machine à vapeur sous le nom de machine "locomobile" pour rappeler qu'elle a pour caractère essentiel de pouvoir être déplacée d'un lieu à un autre. Les premières locomobiles étaient placées sur des chariots tirés par des chevaux. On leur a ajouté des essieux et des roues et on les a rendues par la suite automotrices. Une locomotive n'est autre qu'une locomobile automotrice montée sur rails.

## Origine et usages généraux

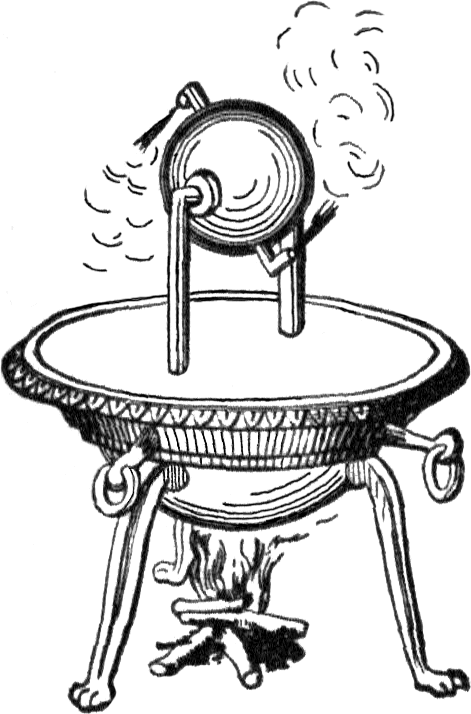
Reconstitution de l'éolipyle (1873).
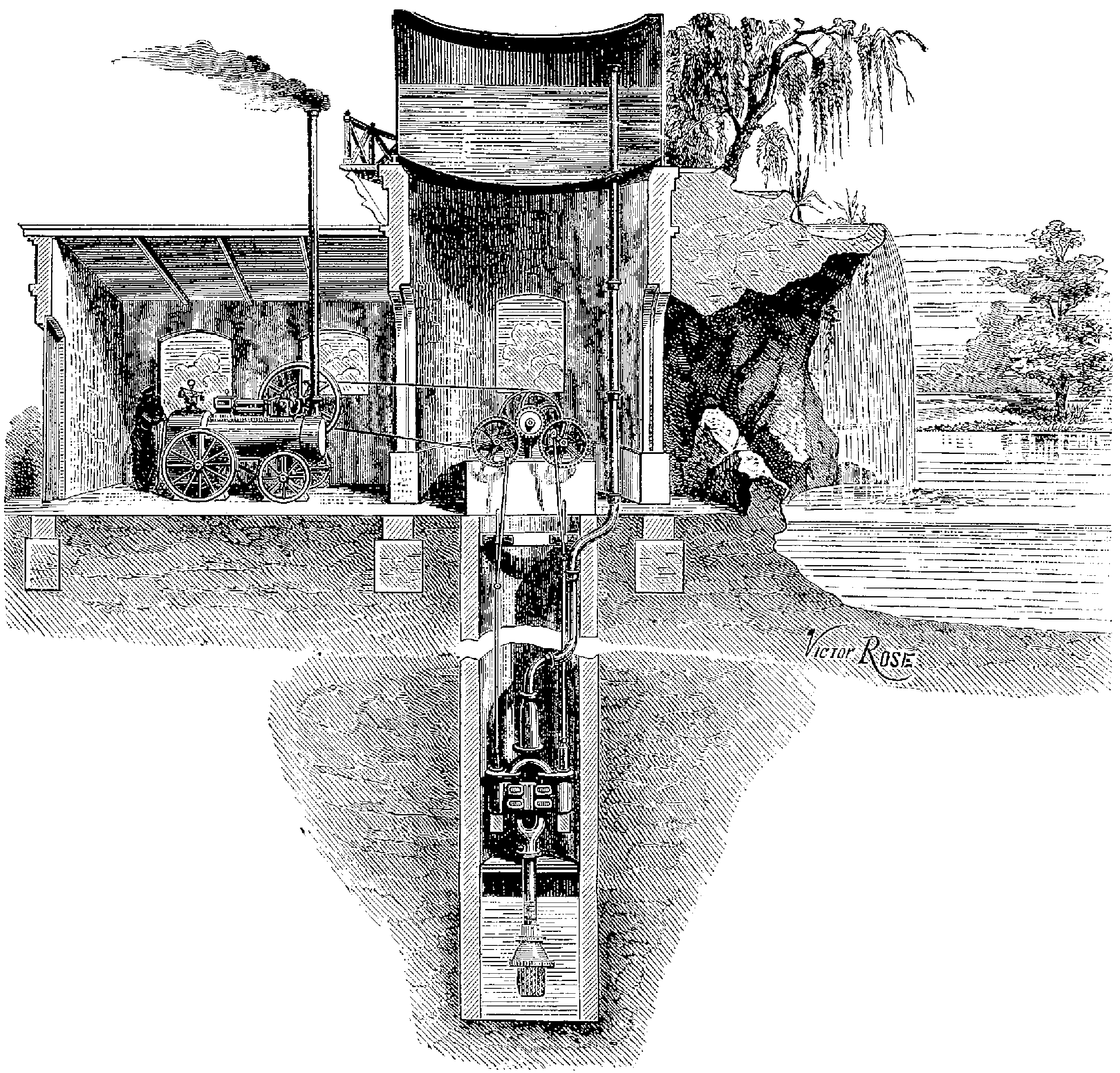
Locomobile pompant l'eau d'un puits vers un réservoir se déversant en cascade, avant 1891.
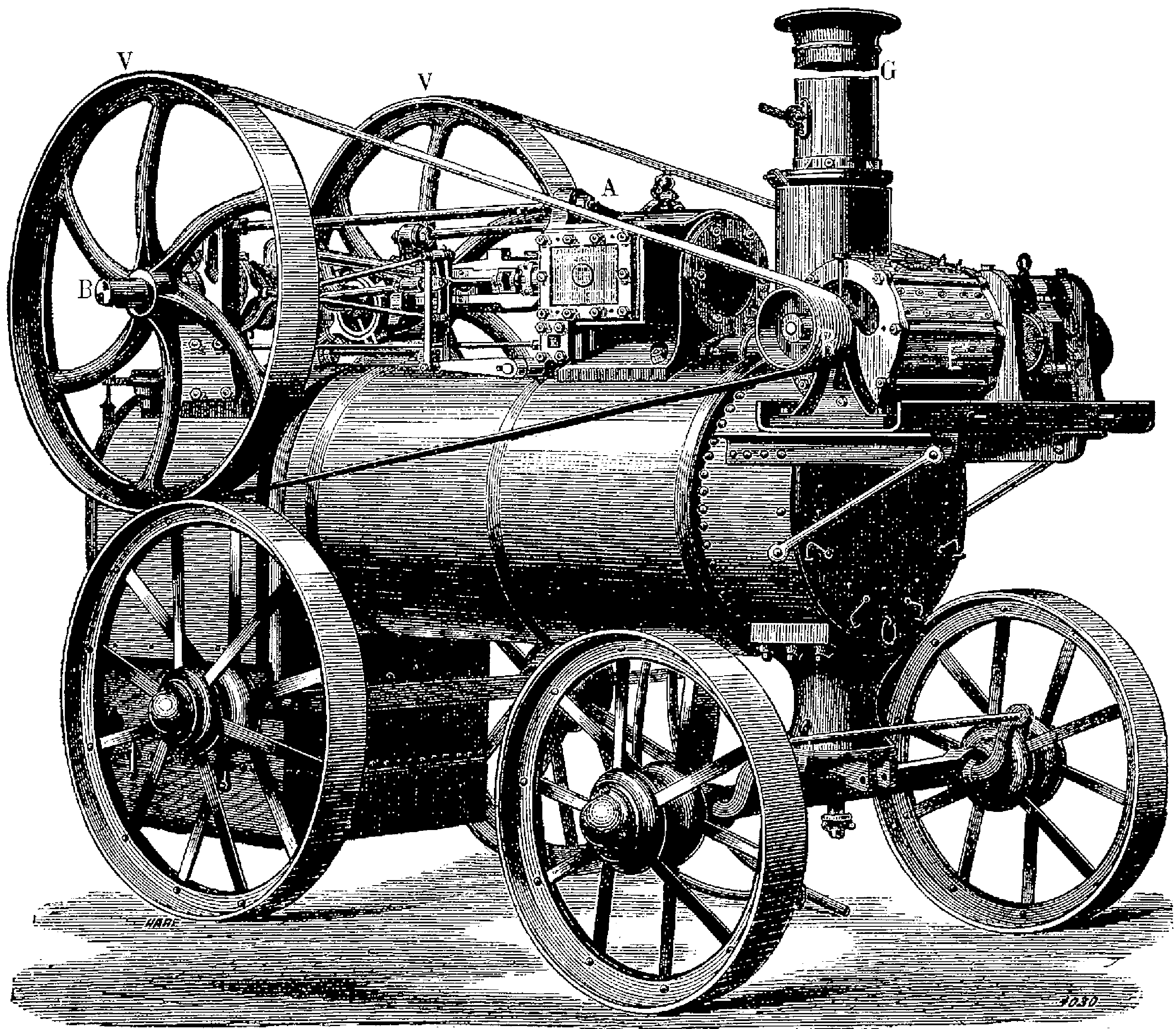
Locomobile entraînant un générateur électrique destiné à l'éclairage, avant 1891.
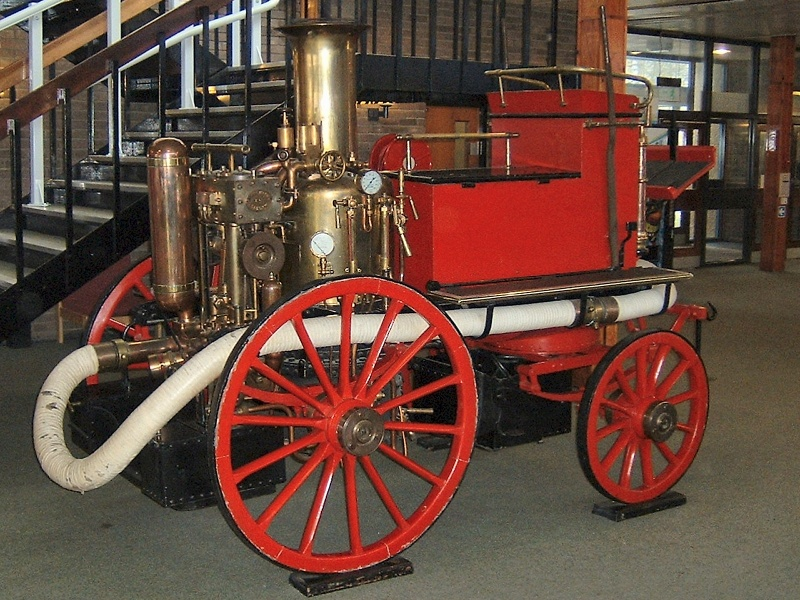
Locomobile de pompiers avec sa pompe d'incendie. Elle était tirée par des chevaux.
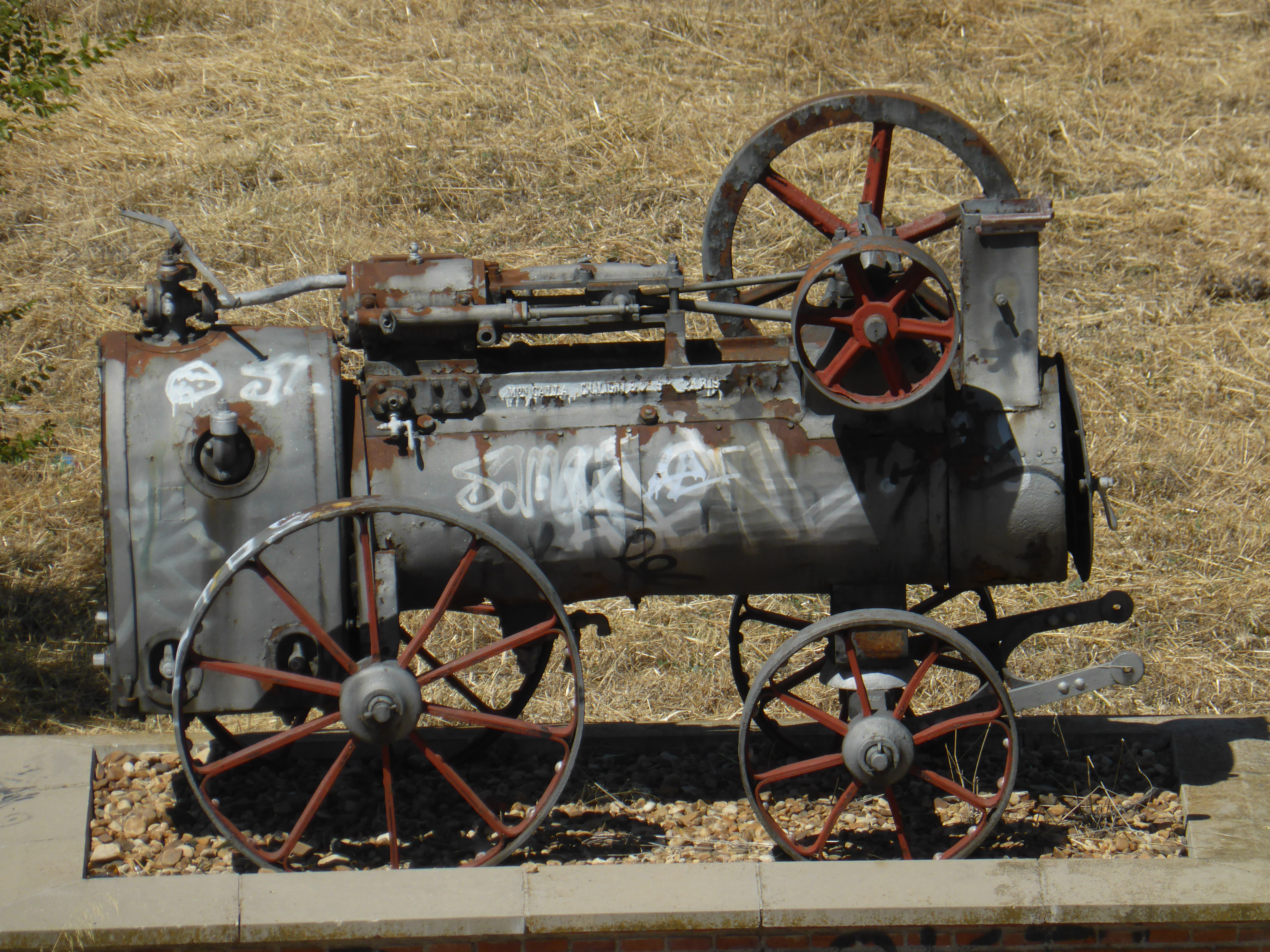
Locomobile construite à Paris par M. Calla. Conservée à Madrid.
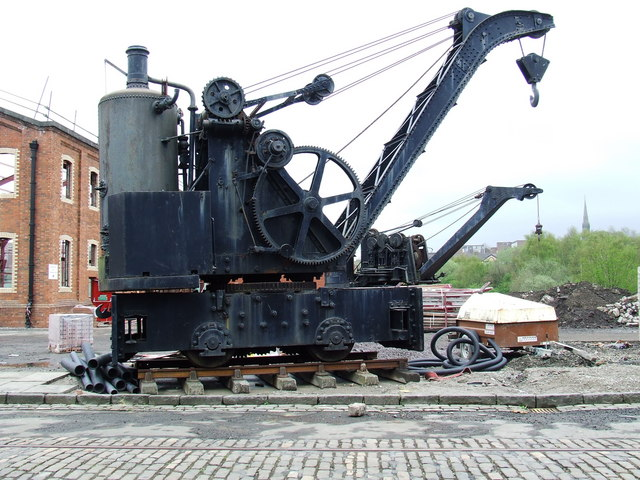
Locomobile d'une grue ferroviaire.

Muni de poignées, l'éolipyle de Héron d'Alexandrie peut être considéré, à la limite, comme
la première locomobile bien que sa puissance ait été négligeable ; c'était en fait un jouet. Cette puissance ne sera rendue possible que par les perfectionnements de la machine à vapeur.
À l'origine, une locomobile est donc une machine à vapeur ambulante, susceptible d'exécuter diverses opérations mécaniques nécessitées par les besoins de l'industrie, des chantiers de constructions et des travaux d'agriculture. Elle peut servir à entraîner toutes sortes de machines : une batteuse à céréales, une presse à paille, des pompes, des moulins, des cribles, broyeurs, pressoirs, hache-paille, coupe-racines, bancs de scies, pompes et ventilateurs de mines, enfin à exécuter toutes sortes d'actions qui demandent un moteur en remplaçant un manège à chevaux ou des moteurs hydrauliques par temps de sécheresse par exemple. Son emploi s'est généralisé au XIXe siècle.
Elles brûlaient des carburants solides : charbon principalement, mais aussi lignite, bois, paille, bagasse (résidu de canne à sucre), etc.
Son utilisation comme moteur déplaçable doit beaucoup à la mise au point des transmissions à poulies et courroie plate au XVIIIe siècle et XIXe siècle. Ce système permettait d'accoupler facilement des machines sur un terrain peu préparé. La locomobile était toujours accompagnée d'outillage : crics et cales pour bloquer les roues et assurer ainsi la tension de la courroie, bâton de résine pour améliorer son adhérence sur les poulies, pelles à combustible… La courroie faisait aussi office de limiteur de couple.

## Machine à battre actionnée par une locomobile

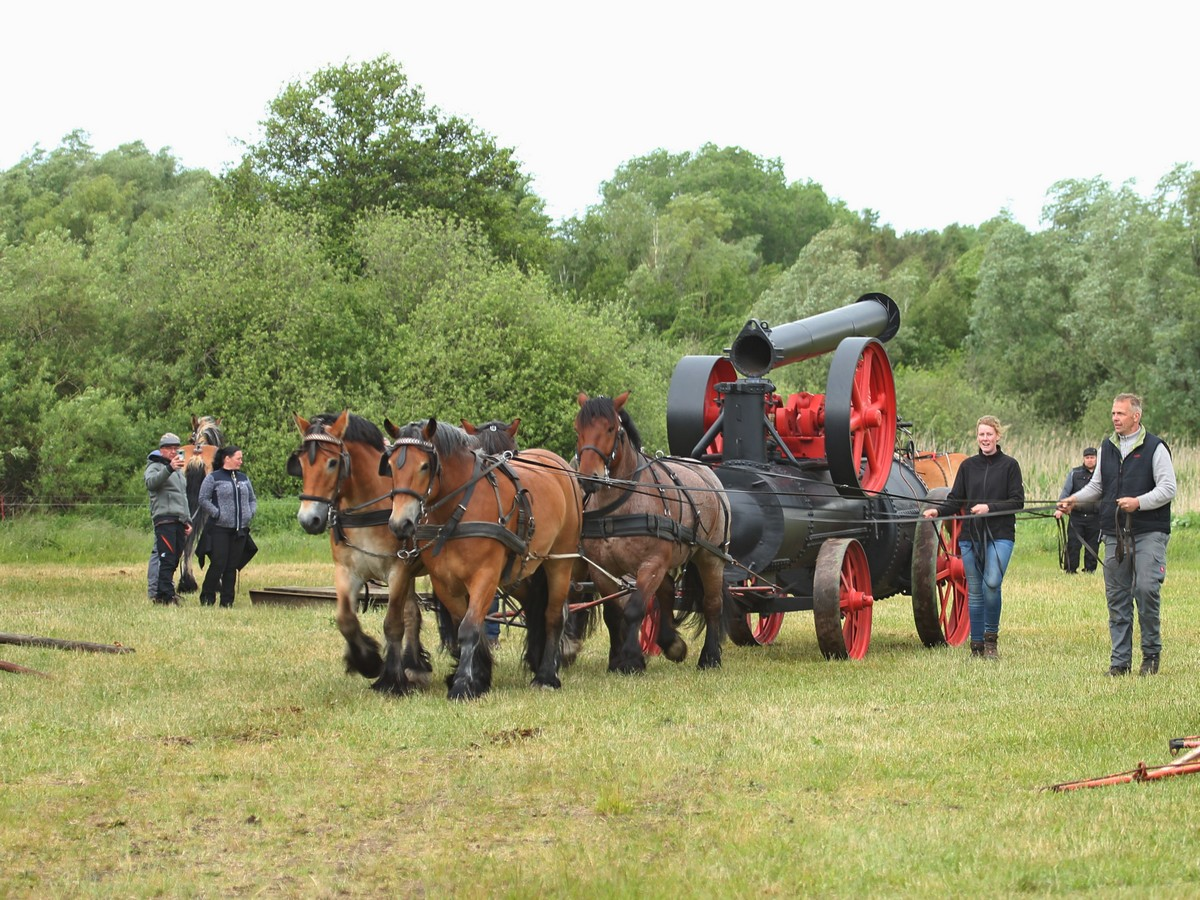
Quatre chevaux lourds (ici des brabançons), n'étaient pas de trop pour tirer une locomobile. La cheminée était toujours rabattue ou démontée pour le transport.

Comme le pompage dans les mines, le battage des céréales fut emblématique des premières utilisations importantes de la vapeur. La première batteuse mécanique fut inventée en 1784 par Andrew Meikle et fut d'abord actionnée manuellement, puis par des systèmes à chevaux, manège, tapis incliné. Dans la seconde moitié du XIXe siècle les grosses batteuses plus avantageuses, bénéficièrent rapidement de l'entraînement par machine à vapeur, avec transmission par poulies et courroie plate. Déployée sur une grande longueur, la courroie était croisée (photo) ou non et émettait de forts bruits réguliers de claquement caractéristiques de l'ambiance des chantiers de battage.

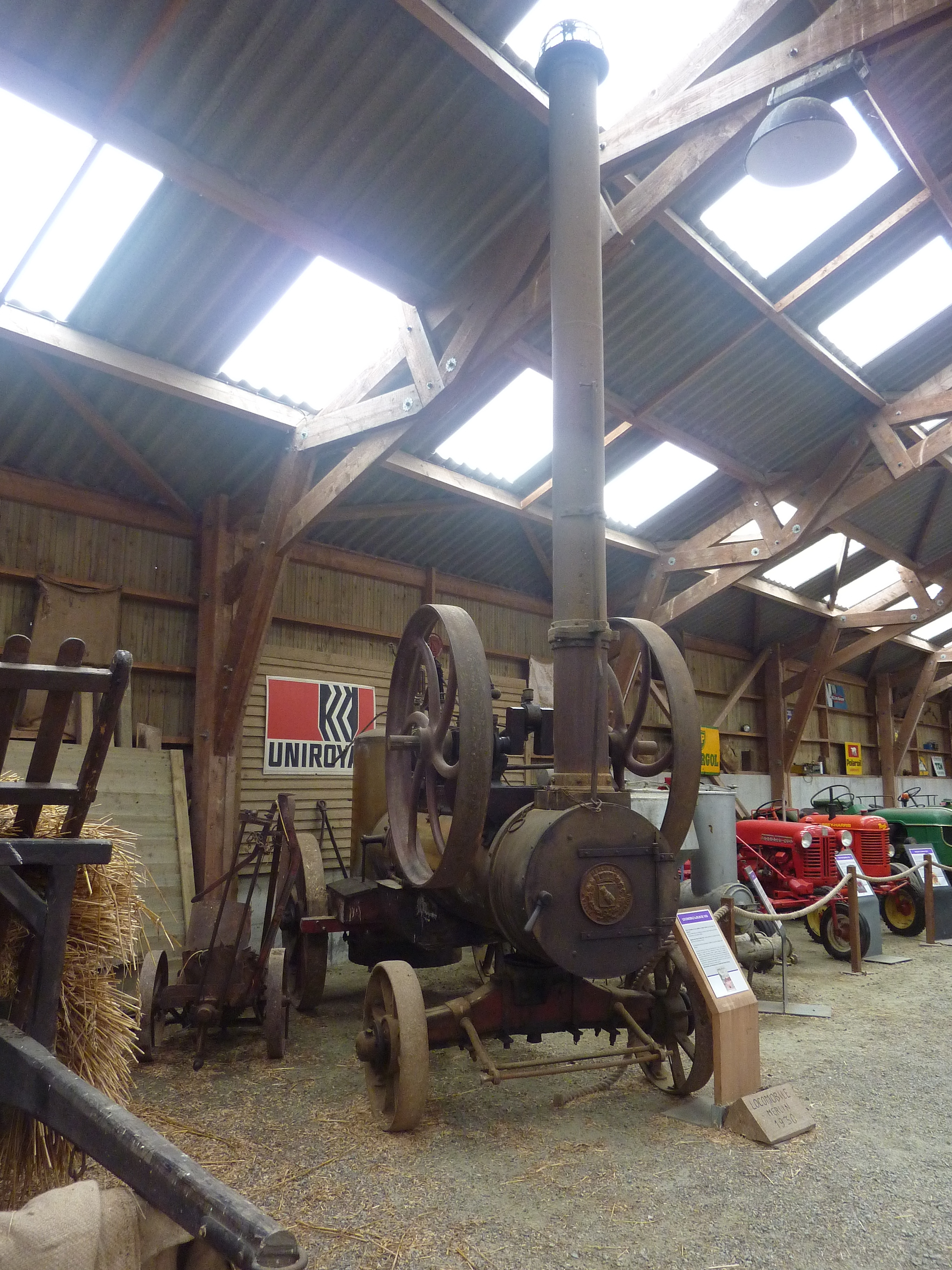
Locomobile Merlin (vers 1930, Écomusée de Plouigneau). Les Établissements Merlin ont construit à Vierzon des locomobiles et des batteuses qui connurent une large diffusion.

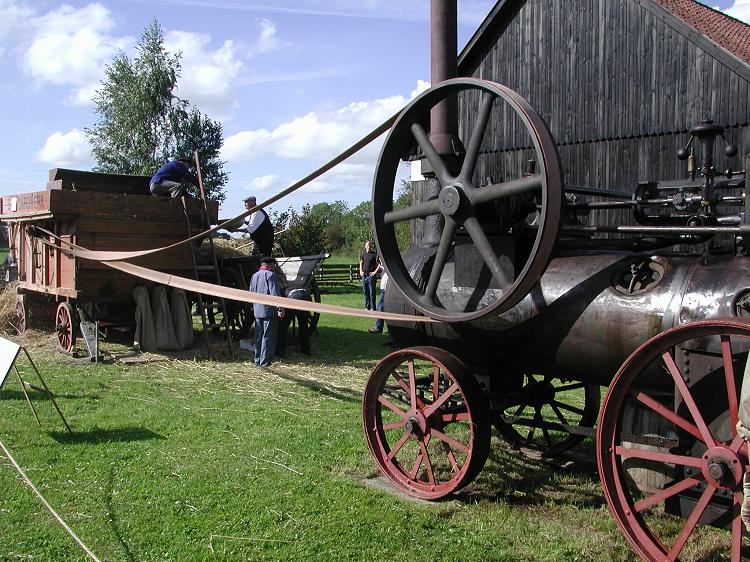
Batteuse entraînée à la poulie par une locomobile Lanz, machines de 1911, Allemagne.

Les entrepreneurs de travaux agricoles et les syndicats de battage permirent l'adoption de ce système dans la plupart des fermes. On déplaçait alors la batteuse et la locomobile de ferme en ferme et les paysans s'entraidaient pour servir les machines, monter le grain au grenier et dresser les bottes de paille. Il ne fallait pas moins de six bœufs ou quatre chevaux lourds pour déplacer chaque machine. Le jour de la machine était un évènement occupant hommes et femmes car il était de coutume de nourrir et d'abreuver au mieux tout ce monde participant aux travaux.

## Locomobiles automotrices
Vers 1850, on commence à produire industriellement des locomobiles automotrices actionnant elles-mêmes leurs roues. Elles sont d'abord utilisées par les armées pour déplacer les canons.

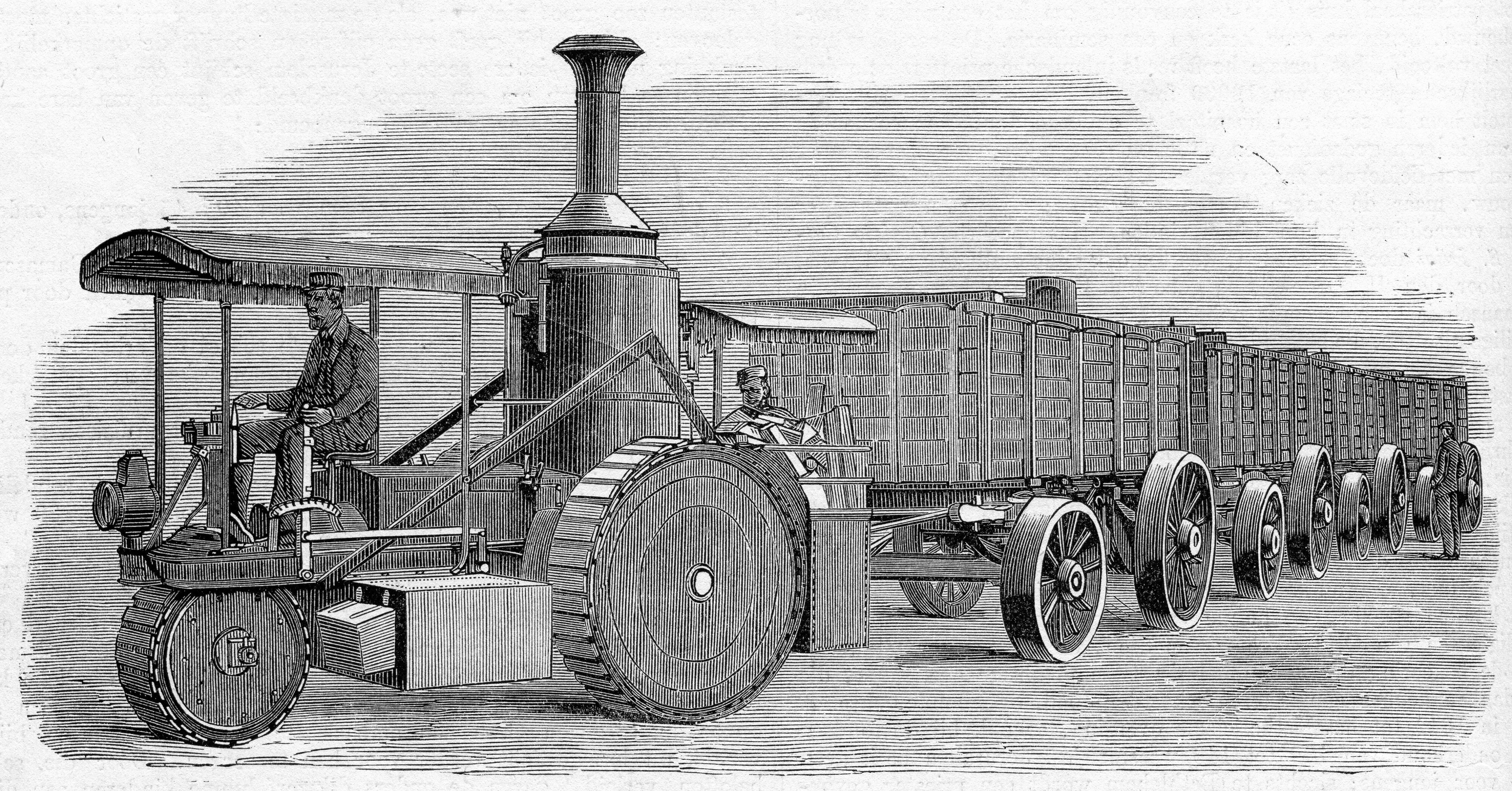
Train routier, en 1870.

En 1859 Thomas Aveling crée la première locomobile automotrice (traction engine au Royaume-Uni) facilement utilisable sur la route. En France ces machines sont bientôt familièrement appelées routières à vapeur pour les distinguer des locomotives sur rail.
Munies de roues à crampons et souvent d'un treuil, elles sont adaptées à l'agriculture et aux chantiers. L'essentiel de leur travail se fait cependant à poste fixe à la poulie : entraînement de batteuses, pompes, moulins...
Les locomobiles automotrices, étant donné leur poids : souvent plus de 10 tonnes, n'étaient efficaces en traction directe que sur terrain plat et de bonne portance, ce qui explique qu'on ait souvent préféré le travail au treuil. Cette machine faisait un bon rouleau compresseur de chaussée et un piètre tracteur dans un champ boueux. Louis Figuier cite le cas en 1864 d'une routière Lotz de 8 tonnes tirant un omnibus à la vitesse ordinaire de 8 km/h, développant 12 chevaux-vapeur et celui d'un compresseur de macadam de 13 tonnes développant seulement 10 chevaux-vapeur et consommant 7 à 8 kg de charbon par cheval et par heure. Chauffeur ou mécanicien était un travail éreintant.
Avec les débuts de l'électrification à domicile, les locomobiles sont concurrencées dans cet usage par l'emploi de moteur électrique, puis à partir de 1910, de gros monocylindres ou parfois bicylindres semi-diesel deux temps, Lanz, Vierzon, Landini, Bolinder-Munktell, Le Robuste, Marshall (devenu Field marshall (en)...) prendront leur place. Toutes ces marques fabriquèrent auparavant des locomobiles.
Le semi-diesel avait l'avantage de la poulie motrice placée directement sur la sortie de l'axe du vilebrequin sans démultiplication, du fait de sa rotation lente comme sur la locomobile, ce qui permettait un rendement optimal pour le travail stationnaire à la poulie. Très simple et fiable, consommant très peu d'eau, il pouvait fonctionner de longues journées entières, y compris sous charge nulle, presque sans intervention humaine, alors que la locomobile nécessitait des soins et la surveillance d'un mécanicien à plein temps. L'efficacité énergétique d'un moteur thermique passait de 6 % pour une chaudière à vapeur sans condenseur à 12 % pour le semi-diesel deux temps.

### Charrue à vapeur

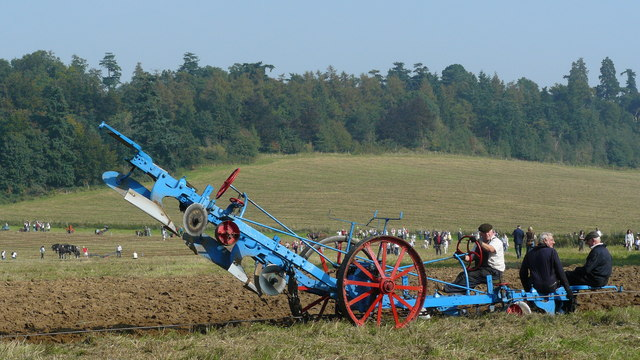
Charrue à bascule tractée par câble et treuils au travail dans un champ.

Labour avec charrue à bascule et deux locomobiles Fowler.

La charrue à vapeur consistait en une locomobile portant une poulie motrice horizontale qui constituait un véritable treuil moteur. L'appareil était placé au bout d'un sillon à tracer et pouvait avancer perpendiculairement au sillon. Sur le côté opposé de ce sillon, on installait une poulie de renvoi horizontale appelée « ancre ». Il fallait en effet l'ancrer au sol. Elle est portée par un chariot qui pouvait avancer parallèlement à la locomobile. Un câble sans fin qui s'enroulait sur la poulie motrice et passait sur la poulie de renvoi, pouvait tirer une charrue à bascule à versoirs opposés de chaque côté du train de roues, de l'ancre vers la machine puis inversement. Le déplacement simultané de la locomobile et de l'ancre permettait ensuite de poursuivre le travail, sillon après sillon, sans avoir à tourner la charrue en bout de champ. Une locomobile lourde entrainant une charrue multisocs abattait en 1868, trois à quatre hectares dans la journée.
On pouvait aussi utiliser une deuxième locomobile à treuil à la place du charriot de la poulie de renvoi (voir image). Ces locomobiles étaient si lourdes qu'elles pouvaient treuiller perpendiculairement à leur axe sans ancrage, ce qui ne serait guère possible avec des tracteurs actuels beaucoup plus légers.

## Camions et voitures à vapeur

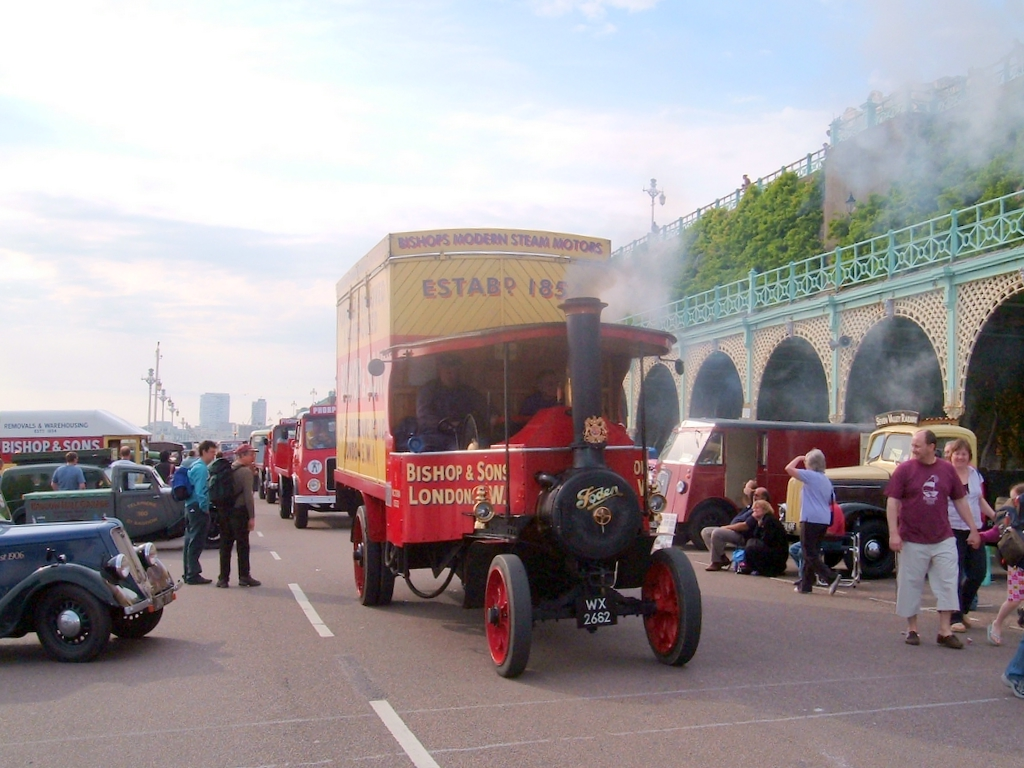
Camion à vapeur 5 tonnes Foden Trucks de 1930.

À partir de 1900 et jusque dans les années 1920, on a construit en Europe et aux États-Unis, des automobiles à vapeur grâce à des moteurs plus performants et consommant moins d'eau, grâce à des chaudières à condenseur.

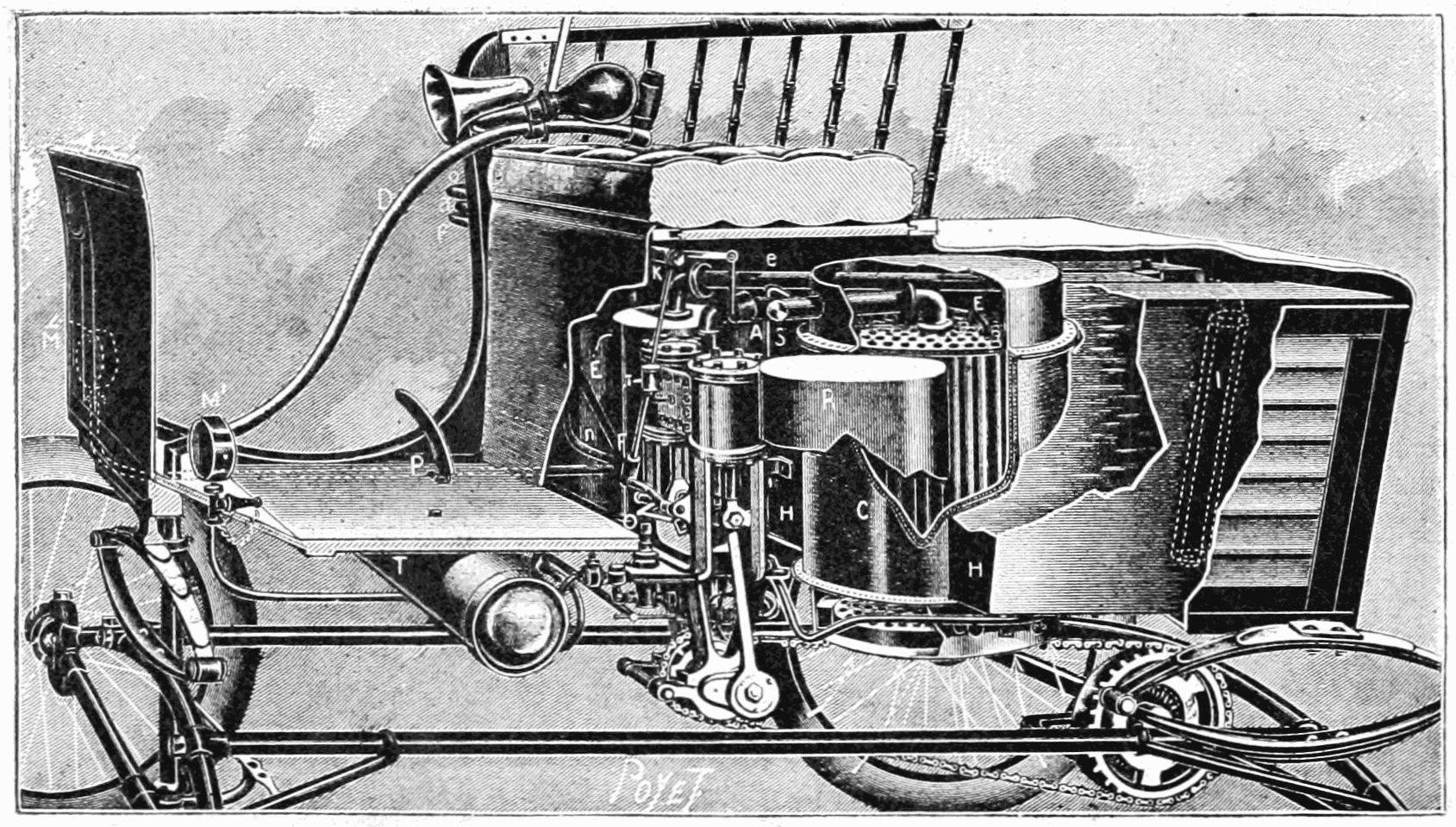
Écorché d'une voiture à vapeur Locomobile, 1900.

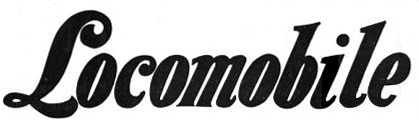
Logo de la marque Locomobile.

Locomobile était à l'origine, le nom d'une marque américaine : Locomobile Company of America.

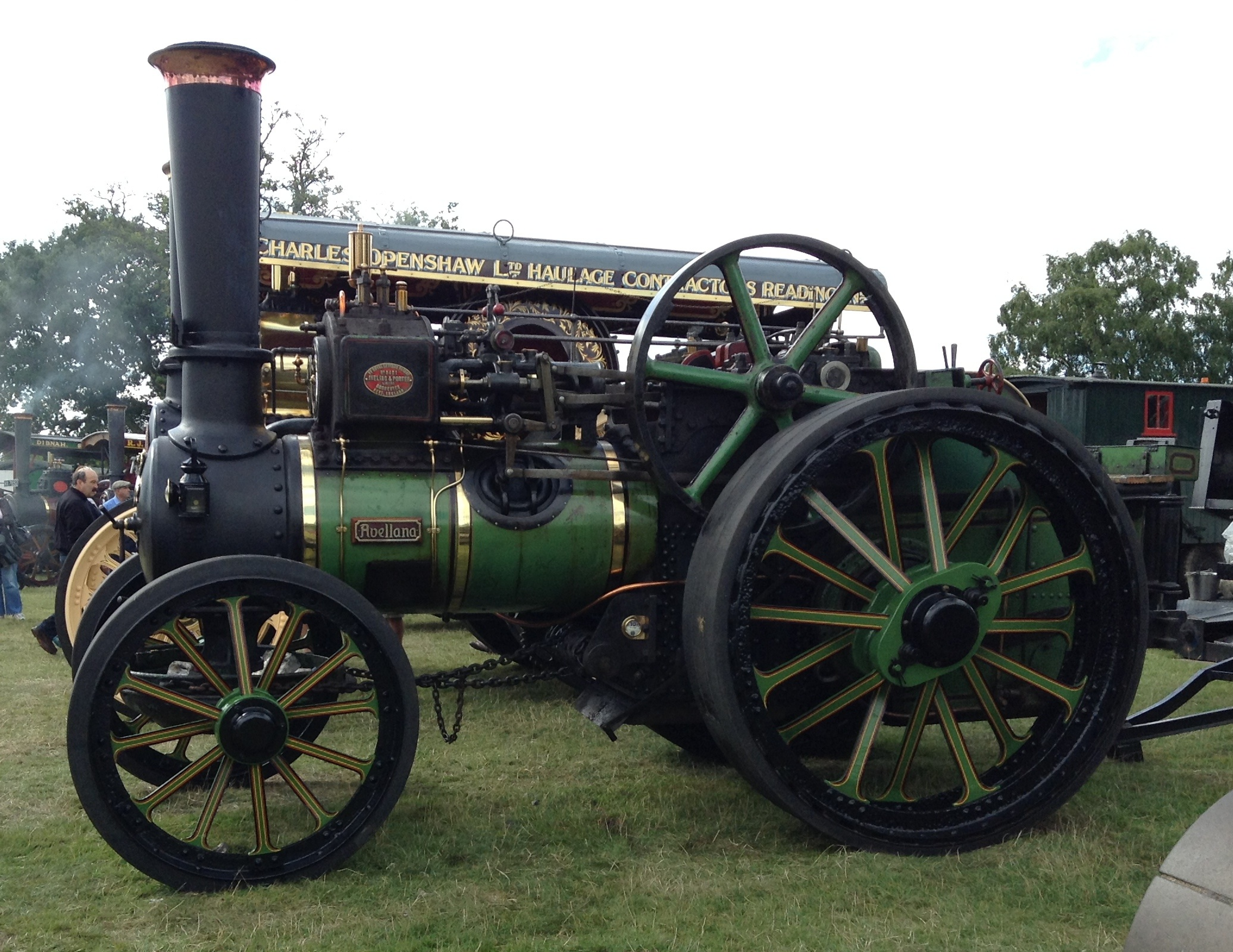
Locomobile routière « Avellana » de Aveling & Porter.